# Campionato mondiale di motocross
Il campionato del mondo di motocross è il massimo campionato di motocross a livello internazionale e viene organizzato dal 1957 dalla FIM. Diviso in due classi, MXGP e MX2, il campionato è composto da 18 appuntamenti con due gare per classe. La durata delle gare è di 30 minuti più due giri.

## Storia

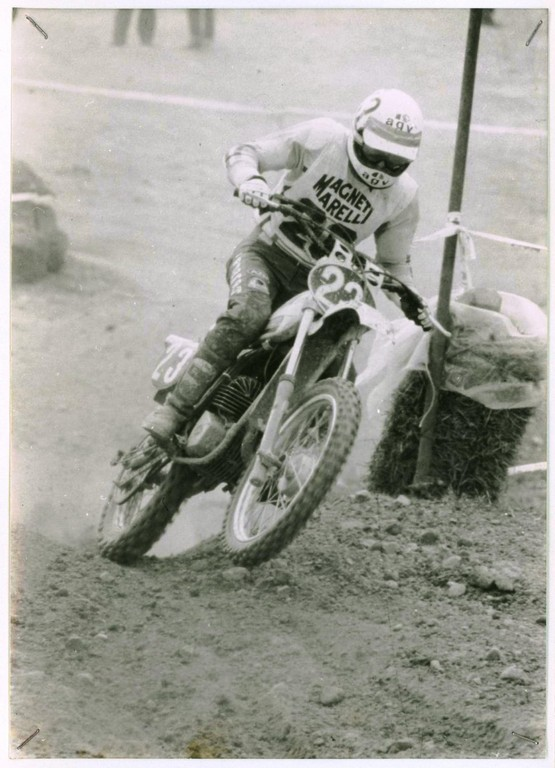
Una immagine di un campionato mondiale di motocross, fine anni '70

Venne istituito ufficialmente con questa definizione nel 1957 dalla FIM, sostituendo il precedente campionato Europeo ed inizialmente riservato alle motociclette da 500 cm³ di cilindrata riunite in un'unica categoria.

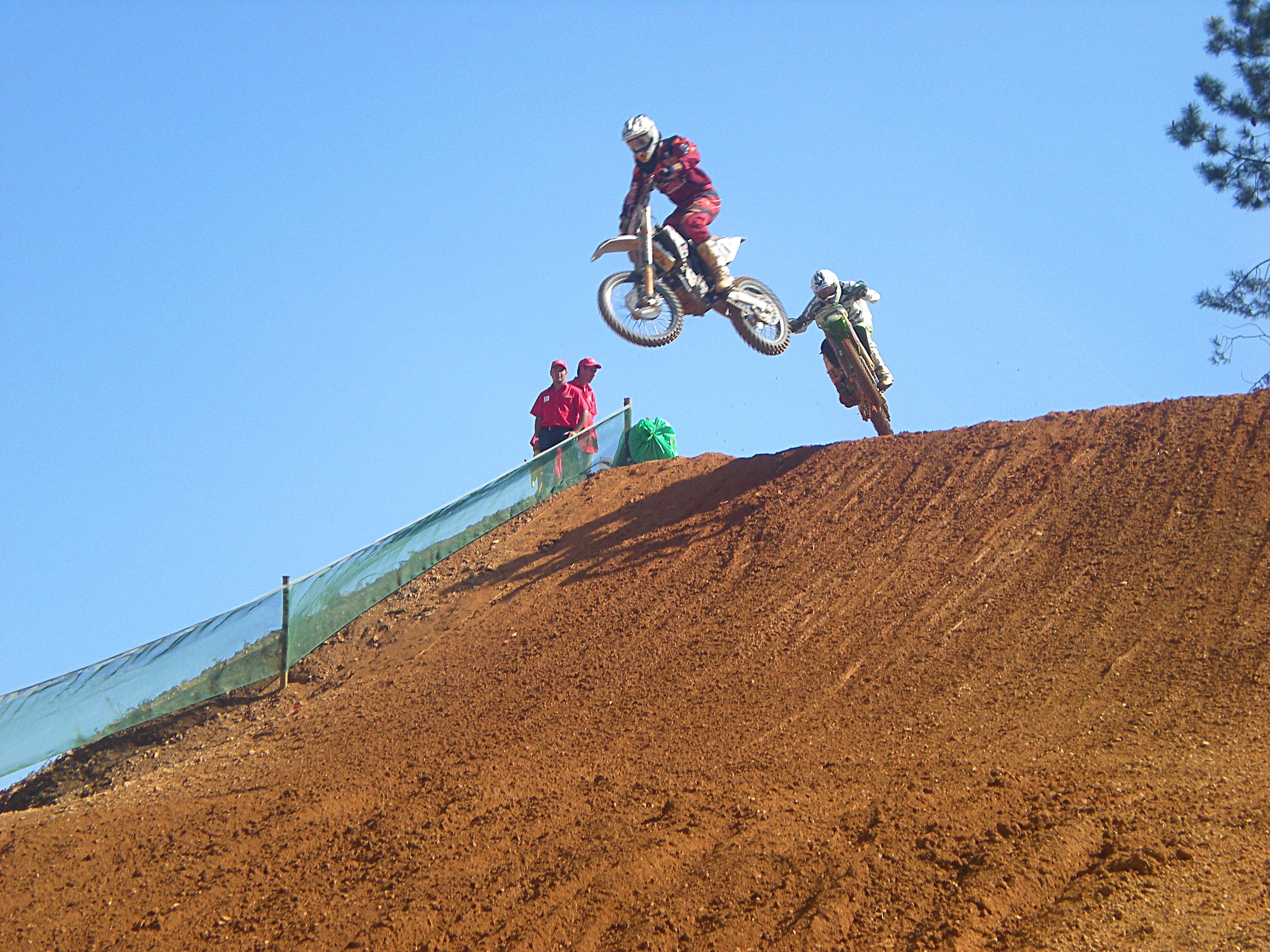
Un salto durante il Gran premio dell'Estoril (Portogallo) nel 2008

Dal 1962, il campionato è stato allargato anche ad una seconda categoria, riservata a motoveicoli di minor cilindrata, limitata a 250 cm³ e successivamente nel 1975 venne aggiunta anche la classe 125 cm³.
Il 2004 per la motocross è stato un anno di svolta, nella quale la FIM in virtù dei progressi tecnologici della motoristica e del rispetto per l'ambiente cambiò le regole introducendo motori a quattro tempi e cambiando nome alle categorie motociclistiche in MX1, MX2 e MX3, in ordine decrescente di cilindrata.
Nello stesso anno la classe MX1 è diventata la classe regina, e le moto gareggiano con motori a due tempi fino a 250 cm³ e a quattro tempi fino a 450 cm³; dal 2014 è stata poi rinominata in MXGP. Nella classe MX2, invece, le moto hanno motori a due tempi fino a 125 cm³ e motori a quattro tempi fino a 250 cm³.
A partire dalla stagione 2014 è stata inoltre abolita la classe MX3, in cui i motori delle moto a due tempi avevano fino a 500 cm³ di cilindrata e quelli a quattro tempi fino a 650 cm³.

## Le singole prove
Ogni prova del Campionato del mondo di motocross si svolge sotto forma di due gare per weekend. Ognuna delle prove rientra nel conto del campionato. I vari gran premi che si svolgono settimanalmente sono vinti dal pilota che ha totalizzato il maggior numero di punti, tenendo conto della posizione in classifica di gara 1 e gara 2; in caso di parità, viene privilegiato colui il quale ha ottenuto il miglior piazzamento in gara 2. Il pilota che sommando i punti delle varie prove ne ha totalizzato il maggior numero si aggiudica quel campionato.
I Gran Premi si svolgono in varie località, una diversa dall'altra, ogni weekend, sul medesimo circuito (per aumentare l'affluenza di pubblico): solitamente, il sabato ci sono le prove ufficiali, mentre la domenica si corrono le gare ufficiali, all'incirca come accade nel Motomondiale. Ogni prova è organizzata dalla FIM.

## Categoria MXGP
La categoria MXGP è la massima categoria del Campionato mondiale di motocross organizzato dalla FIM, che ha sostituito a partire dal 2014 la MX1.
Le principali regole del Campionato mondiale sono: Inoltre ci sono le categorie Europeo ovvero le moto 250cm³ (ci sono quella quattro tempi e quella due tempi separate in due campionati diversi) dei rispettivi team che partecipano a tutte le gare organizzate in Europa sempre da MXGP poi c'è anche la categoria 125cm³ due tempi che è organizzato nello stesso modo della categoria 250 cm³. Le gare di queste tre categorie vengono fatte rispettivamente una al sabato pomeriggio e l'altra alla domenica

### Piloti
- Al campionato sono ammessi un massimo 40 piloti.
- I piloti devono avere un'età minima di 16 anni e devono disporre dell'apposita licenza.

### Motocicli
- Sono ammesse alla categoria motociclette con una cilindrata massima di 250 cm³ per i motori a due tempi e di 450 cm³ per i motori a quattro tempi.
- I mezzi devono rispettare limiti di rumorosità stabiliti: 96 dB/A per i due tempi e 94 dB/A per i quattro tempi; livelli di rumorosità leggermente più alti sono ammessi al termine della gara, rispettivamente 98 e 96 dB/A per i due e quattro tempi.
- Ogni pilota può utilizzare due motociclette ad ogni gran premio, scegliendo quella da usare nel termine di 10 minuti prima dell'avvio della gara.

### Gare
- In ogni gran premio vengono disputate la domenica due gare della durata di 30 minuti più due giri ciascuna.[2]
- Per la classifica del Campionato mondiale vengono assegnati punti ai primi 20 piloti classificati; al vincitore vengono assegnati 25 punti, al secondo 22 e a seguire 20, 18, 16, 15, 14, 13, 12, 11, 10, 9, 8, 7, 6, 5, 4, 3, 2, 1.

## Vittorie
| Pilota              | Nazione                  | 125 | 250 | 500 | 650 | MX3 | MX2 | MX1 | MXGP | Totale |
| ------------------- | ------------------------ | --- | --- | --- | --- | --- | --- | --- | ---- | ------ |
| Jeffrey Herlings    | Paesi Bassi (bandiera)   |     |     |     |     |     | 61  |     | 48   | 109    |
| Stefan Everts       | Belgio (bandiera)        | 13  | 37  | 12  | 1   | 9   |     | 29  |      | 101    |
| Antonio Cairoli     | Italia (bandiera)        |     |     |     |     |     | 24  | 39  | 31   | 94     |
| Joël Smets          | Belgio (bandiera)        |     |     | 47  | 10  |     |     |     |      | 57     |
| Tim Gajser          | Slovenia (bandiera)      |     |     |     |     |     | 5   |     | 47   | 52     |
| Joël Robert         | Belgio (bandiera)        |     | 50  |     |     |     |     |     |      | 50     |
| Jorge Prado         | Spagna (bandiera)        |     |     |     |     |     | 31  |     | 18   | 49     |
| Eric Geboers        | Belgio (bandiera)        | 18  | 5   | 16  |     |     |     |     |      | 39     |
| Torsten Hallman     | Svezia (bandiera)        |     | 36  | 1   |     |     |     |     |      | 37     |
| Mickaël Pichon      | Francia (bandiera)       | 1   | 24  |     |     | 3   |     | 8   |      | 36     |
| Roger De Coster     | Belgio (bandiera)        |     |     | 36  |     |     |     |     |      | 36     |
| Heikki Mikkola      | Finlandia (bandiera)     |     | 7   | 25  |     |     |     |     |      | 32     |
| Georges Jobé        | Belgio (bandiera)        |     | 17  | 13  |     |     |     |     |      | 30     |
| Gaston Rahier       | Belgio (bandiera)        | 29  | 1   |     |     |     |     |     |      | 30     |
| Paul Friedrichs     | Germania (bandiera)      |     | 1   | 27  |     |     |     |     |      | 28     |
| André Malherbe      | Belgio (bandiera)        |     | 1   | 27  |     |     |     |     |      | 28     |
| Alessio Chiodi      | Italia (bandiera)        | 26  |     |     |     |     | 1   |     |      | 27     |
| Dave Strijbos       | Paesi Bassi (bandiera)   | 26  | 1   |     |     |     |     |     |      | 27     |
| Harry Everts        | Belgio (bandiera)        | 17  | 9   |     |     |     |     |     |      | 26     |
| Romain Febvre       | Francia (bandiera)       |     |     |     |     |     | 1   |     | 25   | 26     |
| Jeffrey Smith       | Regno Unito (bandiera)   |     | 3   | 22  |     |     |     |     |      | 25     |
| Jago Geerts         | Belgio (bandiera)        |     |     |     |     |     | 24  |     |      | 24     |
| Tom Vialle          | Francia (bandiera)       |     |     |     |     |     | 24  |     |      | 24     |
| Clement Desalle     | Belgio (bandiera)        |     |     |     |     |     |     | 15  | 8    | 23     |
| Alessandro Puzar    | Italia (bandiera)        | 12  | 11  |     |     |     |     |     |      | 23     |
| Sten Lundin         | Svezia (bandiera)        |     |     | 22  |     |     |     |     |      | 22     |
| Dave Thorpe         | Regno Unito (bandiera)   |     |     | 22  |     |     |     |     |      | 22     |
| Rolf Tibblin        | Svezia (bandiera)        |     |     | 22  |     |     |     |     |      | 22     |
| Håkan Carlqvist     | Svezia (bandiera)        |     | 6   | 15  |     |     |     |     |      | 21     |
| Sébastien Tortelli  | Francia (bandiera)       | 11  | 9   |     |     |     |     |     |      | 20     |
| Marnicq Bervoets    | Belgio (bandiera)        |     | 15  | 4   |     |     |     |     |      | 19     |
| Kees van der Ven    | Paesi Bassi (bandiera)   | 4   | 10  | 4   |     |     |     |     |      | 18     |
| Jacky Martens       | Belgio (bandiera)        |     | 1   | 16  |     |     |     |     |      | 17     |
| Pekka Vehkonen      | Finlandia (bandiera)     | 5   | 12  |     |     |     |     |     |      | 17     |
| Yves Demaria        | Francia (bandiera)       | 4   | 11  | 2   |     |     |     |     |      | 17     |
| Andrea Bartolini    | Italia (bandiera)        | 4   | 3   | 8   |     |     |     |     |      | 15     |
| Jean-Michel Bayle   | Francia (bandiera)       | 7   | 6   | 2   |     |     |     |     |      | 15     |
| Sven Breugelmans    | Belgio (bandiera)        |     |     |     |     | 15  |     |     |      | 15     |
| Lucas Coenen        | Belgio (bandiera)        |     |     |     |     |     | 10  |     | 5    | 15     |
| Bill Nilsson        | Svezia (bandiera)        |     |     | 15  |     |     |     |     |      | 15     |
| Tyla Rattray        | Sudafrica (bandiera)     |     |     |     |     |     | 15  |     |      | 15     |
| Donny Schmit        | Stati Uniti (bandiera)   | 7   | 8   |     |     |     |     |     |      | 15     |
| Sylvain Geboers     | Belgio (bandiera)        |     | 14  |     |     |     |     |     |      | 14     |
| Guennady Moisseev   | Russia (bandiera)        |     | 14  |     |     |     |     |     |      | 14     |
| Marvin Musquin      | Francia (bandiera)       |     |     |     |     |     | 14  |     |      | 14     |
| Tommy Searle        | Regno Unito (bandiera)   |     |     |     |     |     | 14  |     |      | 14     |
| Ben Townley         | Nuova Zelanda (bandiera) | 1   |     |     |     |     | 9   | 4   |      | 14     |
| Frédéric Bolley     | Francia (bandiera)       |     | 13  |     |     |     |     |     |      | 13     |
| Kay de Wolf         | Paesi Bassi (bandiera)   |     |     |     |     |     | 13  |     |      | 13     |
| Kurt Nicoll         | Regno Unito (bandiera)   |     | 2   | 11  |     |     |     |     |      | 13     |
| Trampas Parker      | Stati Uniti (bandiera)   | 6   | 5   | 2   |     |     |     |     |      | 13     |
| Michele Rinaldi     | Italia (bandiera)        | 12  | 1   |     |     |     |     |     |      | 13     |
| Jeremy Seewer       | Svizzera (bandiera)      |     |     |     |     |     | 5   |     | 8    | 13     |
| Jacky Vimond        | Francia (bandiera)       |     | 12  | 1   |     |     |     |     |      | 13     |
| Gerrit Wolsink      | Paesi Bassi (bandiera)   |     |     | 13  |     |     |     |     |      | 13     |
| Greg Albertyn       | Sudafrica (bandiera)     | 4   | 8   |     |     |     |     |     |      | 12     |
| Pauls Jonass        | Lettonia (bandiera)      |     |     |     |     |     | 11  |     | 1    | 12     |
| Bob Moore           | Stati Uniti (bandiera)   | 11  | 1   |     |     |     |     |     |      | 12     |
| Gautier Paulin      | Francia (bandiera)       |     |     |     |     |     | 3   | 5   | 4    | 12     |
| David Philippaerts  | Italia (bandiera)        |     |     |     |     |     | 6   | 6   |      | 12     |
| Ken Roczen          | Germania (bandiera)      |     |     |     |     |     | 12  |     |      | 12     |
| Bengt Aberg         | Svezia (bandiera)        |     |     | 11  |     |     |     |     |      | 11     |
| Joshua Coppins      | Nuova Zelanda (bandiera) |     |     |     |     |     |     | 11  |      | 11     |
| James Dobb          | Regno Unito (bandiera)   | 11  |     |     |     |     |     |     |      | 11     |
| Victor Arbekov      | Russia (bandiera)        |     | 9   | 1   |     |     |     |     |      | 10     |
| Torleif Hansen      | Svezia (bandiera)        |     | 10  |     |     |     |     |     |      | 10     |
| Håkan Andersson     | Svezia (bandiera)        |     | 9   |     |     |     |     |     |      | 9      |
| Peter Johansson     | Svezia (bandiera)        |     | 1   | 8   |     |     |     |     |      | 9      |
| Ake Jonsson         | Svezia (bandiera)        |     | 1   | 8   |     |     |     |     |      | 9      |
| Brad Lackey         | Stati Uniti (bandiera)   |     |     | 9   |     |     |     |     |      | 9      |
| Maximilian Nagl     | Germania (bandiera)      |     |     |     |     |     |     | 4   | 5    | 9      |
| Maxime Renaux       | Francia (bandiera)       |     |     |     |     |     | 6   |     | 3    | 9      |
| John van den Berk   | Paesi Bassi (bandiera)   | 7   | 2   |     |     |     |     |     |      | 9      |
| Dave Bickers        | Regno Unito (bandiera)   |     | 6   | 2   |     |     |     |     |      | 8      |
| Julien Bill         | Svizzera (bandiera)      |     |     |     |     | 8   |     |     |      | 8      |
| Neil Hudson         | Regno Unito (bandiera)   |     | 8   |     |     |     |     |     |      | 8      |
| Vladimir Kavinov    | Russia (bandiera)        |     | 8   |     |     |     |     |     |      | 8      |
| Simon Laengenfelder | Germania (bandiera)      |     |     |     |     |     | 8   |     |      | 8      |
| Mickaël Maschio     | Francia (bandiera)       | 7   |     |     |     |     | 1   |     |      | 8      |
| Mark Velkeneers     | Belgio (bandiera)        | 7   | 1   |     |     |     |     |     |      | 8      |
| Akira Watanabe      | Giappone (bandiera)      | 8   |     |     |     |     |     |     |      | 8      |
| Jonathan Barragán   | Spagna (bandiera)        |     |     |     |     | 1   |     | 6   |      | 7      |
| Peter Beirer        | Germania (bandiera)      | 2   | 5   |     |     |     |     |     |      | 7      |
| Carlos Campano      | Spagna (bandiera)        |     |     |     |     | 7   |     |     |      | 7      |
| Claudio Federici    | Italia (bandiera)        | 5   | 2   |     |     |     |     |     |      | 7      |
| Heinz Kinigadner    | Austria (bandiera)       |     | 6   | 1   |     |     |     |     |      | 7      |
| Arne Kring          | Svezia (bandiera)        |     |     | 7   |     |     |     |     |      | 7      |
| Grant Langston      | Sudafrica (bandiera)     | 7   |     |     |     |     |     |     |      | 7      |
| Pedro Tragter       | Paesi Bassi (bandiera)   | 7   |     |     |     |     |     |     |      | 7      |
| Andrea Adamo        | Italia (bandiera)        |     |     |     |     |     | 6   |     |      | 6      |
| Max Anstie          | Regno Unito (bandiera)   |     |     |     |     |     | 6   |     |      | 6      |
| Glenn Coldenhoff    | Paesi Bassi (bandiera)   |     |     |     |     |     | 1   |     | 5    | 6      |
| Liam Everts         | Belgio (bandiera)        |     |     |     |     |     | 6   |     |      | 6      |
| Danny Laporte       | Stati Uniti (bandiera)   |     | 6   |     |     |     |     |     |      | 6      |
| Billy Liles         | Stati Uniti (bandiera)   |     |     | 6   |     |     |     |     |      | 6      |
| Graham Noyce        | Regno Unito (bandiera)   |     |     | 6   |     |     |     |     |      | 6      |
| Christophe Pourcel  | Francia (bandiera)       |     |     |     |     |     | 4   | 2   |      | 6      |
| Gérard Rond         | Paesi Bassi (bandiera)   | 6   |     |     |     |     |     |     |      | 6      |
| Kevin Strijbos      | Belgio (bandiera)        |     |     |     |     |     |     | 5   | 1    | 6      |
| Vlastimil Valěk     | Rep. Ceca (bandiera)     |     | 6   |     |     |     |     |     |      | 6      |
| Gert-Jan van Doorn  | Paesi Bassi (bandiera)   |     | 5   | 1   |     |     |     |     |      | 6      |
| David Vuillemin     | Francia (bandiera)       | 4   | 2   |     |     |     |     |     |      | 6      |
| Adolf Weil          | Germania (bandiera)      |     | 3   | 3   |     |     |     |     |      | 6      |
| Jeremy Whatley      | Regno Unito (bandiera)   |     | 6   |     |     |     |     |     |      | 6      |
| Shayne King         | Nuova Zelanda (bandiera) |     |     | 6   |     |     |     |     |      | 6      |
| Willy Bauer         | Germania (bandiera)      |     | 2   | 3   |     |     |     |     |      | 5      |
| Cristian Beggi      | Italia (bandiera)        |     |     |     |     | 5   |     |     |      | 5      |
| Ken de Dycker       | Belgio (bandiera)        |     |     |     |     |     |     | 5   |      | 5      |
| Marcus Hansson      | Svezia (bandiera)        |     |     | 5   |     |     |     |     |      | 5      |
| Darryl King         | Nuova Zelanda (bandiera) |     |     | 5   |     |     |     |     |      | 5      |
| Corrado Maddii      | Italia (bandiera)        | 5   |     |     |     |     |     |     |      | 5      |
| Jorgen Nilsson      | Svezia (bandiera)        |     |     | 5   |     |     |     |     |      | 5      |
| Thomas Kjer Olsen   | Danimarca (bandiera)     |     |     |     |     |     | 5   |     |      | 5      |
| Sébastien Pourcel   | Francia (bandiera)       |     |     |     |     | 1   |     | 4   |      | 5      |
| Steve Ramon         | Belgio (bandiera)        | 4   |     |     |     |     |     | 1   |      | 5      |
| Pierre Renet        | Francia (bandiera)       |     |     |     |     | 5   |     |     |      | 5      |
| Alex Salvini        | Italia (bandiera)        |     |     |     |     | 5   |     |     |      | 5      |
| Julien Vanni        | Francia (bandiera)       |     |     |     |     | 5   |     |     |      | 5      |
| Jaak van Velthoven  | Belgio (bandiera)        |     |     | 5   |     |     |     |     |      | 5      |
| André Vromans       | Belgio (bandiera)        |     |     | 5   |     |     |     |     |      | 5      |
| Giuseppe Andreani   | Italia (bandiera)        | 3   | 1   |     |     |     |     |     |      | 4      |
| René Baeten         | Belgio (bandiera)        |     |     | 4   |     |     |     |     |      | 4      |
| John Banks          | Regno Unito (bandiera)   |     |     | 4   |     |     |     |     |      | 4      |
| Massimo Contini     | Italia (bandiera)        | 4   |     |     |     |     |     |     |      | 4      |
| Thomas Covington    | Stati Uniti (bandiera)   |     |     |     |     |     | 4   |     |      | 4      |
| Gordon Crockard     | Irlanda (bandiera)       |     | 4   |     |     |     |     |     |      | 4      |
| Marc de Reuver      | Paesi Bassi (bandiera)   | 1   |     |     |     |     | 1   | 2   |      | 4      |
| Jaroslav Fałta      | Rep. Ceca (bandiera)     |     | 4   |     |     |     |     |     |      | 4      |
| Rui Gonçalves       | Portogallo (bandiera)    |     |     |     |     |     | 4   |     |      | 4      |
| Kenneth Gundersen   | Norvegia (bandiera)      | 3   | 1   |     |     |     |     |     |      | 4      |
| Ricky Johnson       | Stati Uniti (bandiera)   |     | 3   | 1   |     |     |     |     |      | 4      |
| Andrew McFarlane    | Australia (bandiera)     |     |     |     |     |     | 4   |     |      | 4      |
| Jeff Stanton        | Stati Uniti (bandiera)   |     | 4   |     |     |     |     |     |      | 4      |
| Shaun Simpson       | Regno Unito (bandiera)   |     |     |     |     |     |     | 1   | 3    | 4      |
| Tallon Vohland      | Stati Uniti (bandiera)   | 1   | 3   |     |     |     |     |     |      | 4      |
| Leslie Archer       | Regno Unito (bandiera)   |     |     | 3   |     |     |     |     |      | 3      |
| Thibault Benistant  | Francia (bandiera)       |     |     |     |     |     | 3   |     |      | 3      |
| Michael Brown       | Stati Uniti (bandiera)   | 3   |     |     |     |     |     |     |      | 3      |
| Jean-Jacques Bruno  | Francia (bandiera)       |     |     | 3   |     |     |     |     |      | 3      |
| Sasha Coenen        | Belgio (bandiera)        |     |     |     |     |     | 3   |     |      | 3      |
| Rolf Dieffenbach    | Germania (bandiera)      |     | 3   |     |     |     |     |     |      | 3      |
| Erik Eggens         | Paesi Bassi (bandiera)   | 3   |     |     |     |     |     |     |      | 3      |
| Michele Fanton      | Italia (bandiera)        |     | 3   |     |     |     |     |     |      | 3      |
| Steven Frossard     | Francia (bandiera)       |     |     |     |     |     | 1   | 2   |      | 3      |
| Broc Glover         | Stati Uniti (bandiera)   | 1   |     | 2   |     |     |     |     |      | 3      |
| Valentin Guillod    | Svizzera (bandiera)      |     |     |     |     |     | 3   |     |      | 3      |
| Rob Herring         | Regno Unito (bandiera)   |     | 3   |     |     |     |     |     |      | 3      |
| Arthur Lampkin      | Regno Unito (bandiera)   |     | 2   | 1   |     |     |     |     |      | 3      |
| Jeff Leisk          | Australia (bandiera)     |     |     | 3   |     |     |     |     |      | 3      |
| Tanel Leok          | Estonia (bandiera)       |     |     |     |     |     |     | 3   |      | 3      |
| Billy Mackenzie     | Regno Unito (bandiera)   |     |     |     |     |     | 2   | 1   |      | 3      |
| Martin Michek       | Rep. Ceca (bandiera)     |     |     |     |     | 3   |     |     |      | 3      |
| Johnny O'Mara       | Stati Uniti (bandiera)   | 2   | 1   |     |     |     |     |     |      | 3      |
| Jim Pomeroy         | Stati Uniti (bandiera)   |     | 3   |     |     |     |     |     |      | 3      |
| Luigi Seguy         | Francia (bandiera)       | 3   |     |     |     |     |     |     |      | 3      |
| Marty Smith         | Stati Uniti (bandiera)   | 3   |     |     |     |     |     |     |      | 3      |
| Zdeněk Velký        | Rep. Ceca (bandiera)     | 1   | 2   |     |     |     |     |     |      | 3      |
| Frédéric Vialle     | Francia (bandiera)       | 3   |     |     |     |     |     |     |      | 3      |

## Albo d'oro
Nell'albo d'oro del campionato mondiale di motocross sono segnati i nomi dei vincitori della categoria, le moto che guidavano e con cui vincevano sono state inserite a partire dal '59, mentre il Titolo costruttori venne assegnato dal '69 in poi e per questo non è segnato negli anni precedenti.

### MXGP (ex MX1, ex 250cc)
| Anno | Nome               | Paese                       | Marca     | Modello  | Titolo Costruttori | Paese                | Note                                |
| ---- | ------------------ | --------------------------- | --------- | -------- | ------------------ | -------------------- | ----------------------------------- |
| 2024 | Jorge Prado García | Spagna (bandiera)           | Gas Gas   | MC-F 450 | Honda              | Giappone (bandiera)  |                                     |
| 2023 | Jorge Prado García | Spagna (bandiera)           | Gas Gas   | MC-F 450 | Yamaha             | Giappone (bandiera)  |                                     |
| 2022 | Tim Gajser         | Slovenia (bandiera)         | Honda     | CRF 450R | Yamaha             | Giappone (bandiera)  |                                     |
| 2021 | Jeffrey Herlings   | Paesi Bassi (bandiera)      | KTM       | SX-F 450 | KTM                | Austria (bandiera)   |                                     |
| 2020 | Tim Gajser         | Slovenia (bandiera)         | Honda     | CRF 450  | KTM                | Austria (bandiera)   |                                     |
| 2019 | Tim Gajser         | Slovenia (bandiera)         | Honda     | CRF 450  | Honda              | Giappone (bandiera)  |                                     |
| 2018 | Jeffrey Herlings   | Paesi Bassi (bandiera)      | KTM       | SX-F 450 | KTM                | Austria (bandiera)   |                                     |
| 2017 | Antonio Cairoli    | Italia (bandiera)           | KTM       | SX-F 450 | KTM                | Austria (bandiera)   |                                     |
| 2016 | Tim Gajser         | Slovenia (bandiera)         | Honda     | CRF 450  | Honda              | Giappone (bandiera)  |                                     |
| 2015 | Romain Febvre      | Francia (bandiera)          | Yamaha    | YZ-F 450 | Yamaha             | Giappone (bandiera)  |                                     |
| 2014 | Antonio Cairoli    | Italia (bandiera)           | KTM       | SX-F 350 | KTM                | Austria (bandiera)   | Diventa MXGP                        |
| 2013 | Antonio Cairoli    | Italia (bandiera)           | KTM       | SX-F 350 | KTM                | Austria (bandiera)   |                                     |
| 2012 | Antonio Cairoli    | Italia (bandiera)           | KTM       | SX-F 350 | KTM                | Austria (bandiera)   |                                     |
| 2011 | Antonio Cairoli    | Italia (bandiera)           | KTM       | SX-F 350 | KTM                | Austria (bandiera)   |                                     |
| 2010 | Antonio Cairoli    | Italia (bandiera)           | KTM       | SX-F 350 | KTM                | Austria (bandiera)   |                                     |
| 2009 | Antonio Cairoli    | Italia (bandiera)           | Yamaha    | YZ-F 450 | Yamaha             | Giappone (bandiera)  |                                     |
| 2008 | David Philippaerts | Italia (bandiera)           | Yamaha    | YZ-F 450 | Yamaha             | Giappone (bandiera)  |                                     |
| 2007 | Steve Ramon        | Belgio (bandiera)           | Suzuki    | RM-Z 450 | Suzuki             | Giappone (bandiera)  |                                     |
| 2006 | Stefan Everts      | Belgio (bandiera)           | Yamaha    | YZ-F 450 | Yamaha             | Giappone (bandiera)  |                                     |
| 2005 | Stefan Everts      | Belgio (bandiera)           | Yamaha    | YZ-F 450 | Yamaha             | Giappone (bandiera)  |                                     |
| 2004 | Stefan Everts      | Belgio (bandiera)           | Yamaha    | YZ-F 450 | Yamaha             | Giappone (bandiera)  | Diventa MX1 (vedi sopra)            |
| 2003 | Stefan Everts      | Belgio (bandiera)           | Yamaha    | YZ-F 450 | Yamaha             | Giappone (bandiera)  |                                     |
| 2002 | Mickaël Pichon     | Francia (bandiera)          | Suzuki    | RM 250   | Suzuki             | Giappone (bandiera)  |                                     |
| 2001 | Mickaël Pichon     | Francia (bandiera)          | Suzuki    | RM 250   | Suzuki             | Giappone (bandiera)  |                                     |
| 2000 | Frédéric Bolley    | Francia (bandiera)          | Honda     | CR 250   | Honda              | Giappone (bandiera)  |                                     |
| 1999 | Frédéric Bolley    | Francia (bandiera)          | Honda     | CR 250   | Honda              | Giappone (bandiera)  |                                     |
| 1998 | Sébastien Tortelli | Francia (bandiera)          | Kawasaki  | KX 250   | Honda              | Giappone (bandiera)  |                                     |
| 1997 | Stefan Everts      | Belgio (bandiera)           | Honda     | CR 250   | Honda              | Giappone (bandiera)  |                                     |
| 1996 | Stefan Everts      | Belgio (bandiera)           | Honda     | CR 250   | Honda              | Giappone (bandiera)  |                                     |
| 1995 | Stefan Everts      | Belgio (bandiera)           | Kawasaki  | KX 250   | Kawasaki           | Giappone (bandiera)  |                                     |
| 1994 | Greg Albertyn      | Sudafrica (bandiera)        | Suzuki    | RM 250   | Suzuki             | Giappone (bandiera)  |                                     |
| 1993 | Greg Albertyn      | Sudafrica (bandiera)        | Honda     | CR 250   | Honda              | Giappone (bandiera)  |                                     |
| 1992 | Donnie Schmit      | Stati Uniti (bandiera)      | Yamaha    | YZ 250   | Yamaha             | Giappone (bandiera)  |                                     |
| 1991 | Trampas Parker     | Stati Uniti (bandiera)      | Honda     | CR 250   | Suzuki             | Giappone (bandiera)  |                                     |
| 1990 | Alessandro Puzar   | Italia (bandiera)           | Suzuki    | RM 250   | Suzuki             | Giappone (bandiera)  |                                     |
| 1989 | Jean Michel Bayle  | Francia (bandiera)          | Honda     | CR 250   | Honda              | Giappone (bandiera)  |                                     |
| 1988 | John Van Den Berk  | Paesi Bassi (bandiera)      | Yamaha    | YZ 250   | Yamaha             | Giappone (bandiera)  |                                     |
| 1987 | Eric Geboers       | Belgio (bandiera)           | Honda     | CR 250   | Honda              | Giappone (bandiera)  |                                     |
| 1986 | Jacky Vimond       | Francia (bandiera)          | Yamaha    | YZ 250   | Yamaha             | Giappone (bandiera)  |                                     |
| 1985 | Heinz Kinigadner   | Austria (bandiera)          | KTM       | 250 MX   | Honda              | Giappone (bandiera)  |                                     |
| 1984 | Heinz Kinigadner   | Austria (bandiera)          | KTM       | 250 MX   | KTM                | Austria (bandiera)   |                                     |
| 1983 | Georges Jobé       | Belgio (bandiera)           | Suzuki    | RM 250   | Suzuki             | Giappone (bandiera)  |                                     |
| 1982 | Danny Laporte      | Stati Uniti (bandiera)      | Yamaha    | YZ 250   | Yamaha             | Giappone (bandiera)  |                                     |
| 1981 | Neil Hudson        | Regno Unito (bandiera)      | Yamaha    | YZ 250   | Suzuki             | Giappone (bandiera)  |                                     |
| 1980 | Georges Jobé       | Belgio (bandiera)           | Suzuki    | RM 250   | Suzuki             | Giappone (bandiera)  |                                     |
| 1979 | Håkan Carlqvist    | Svezia (bandiera)           | Husqvarna | CR 250   | Husqvarna          | Svezia (bandiera)    |                                     |
| 1978 | Guennady Moisseev  | Unione Sovietica (bandiera) | KTM       | 250 MX   | KTM                | Austria (bandiera)   |                                     |
| 1977 | Guennady Moisseev  | Unione Sovietica (bandiera) | KTM       | 250 MX   | KTM                | Austria (bandiera)   |                                     |
| 1976 | Heikki Mikkola     | Finlandia (bandiera)        | Husqvarna | CR 250   | KTM                | Austria (bandiera)   |                                     |
| 1975 | Harry Everts       | Belgio (bandiera)           | Puch      | 250      | CZ                 | Rep. Ceca (bandiera) |                                     |
| 1974 | Guennady Moisseev  | Unione Sovietica (bandiera) | KTM       | 250 MX   | CZ                 | Rep. Ceca (bandiera) |                                     |
| 1973 | Hakan Andersson    | Svezia (bandiera)           | Yamaha    | YZ 250   | Yamaha             | Giappone (bandiera)  |                                     |
| 1972 | Joël Robert        | Belgio (bandiera)           | Suzuki    | RM 250   | Suzuki             | Giappone (bandiera)  |                                     |
| 1971 | Joël Robert        | Belgio (bandiera)           | Suzuki    | RM 250   | Suzuki             | Giappone (bandiera)  |                                     |
| 1970 | Joël Robert        | Belgio (bandiera)           | Suzuki    | RM 250   | Suzuki             | Giappone (bandiera)  |                                     |
| 1969 | Joël Robert        | Belgio (bandiera)           | CZ        |          | CZ                 | Rep. Ceca (bandiera) |                                     |
| 1968 | Joël Robert        | Belgio (bandiera)           | CZ        |          |                    |                      |                                     |
| 1967 | Torsten Hallman    | Svezia (bandiera)           | Husqvarna | CR 250   |                    |                      |                                     |
| 1966 | Torsten Hallman    | Svezia (bandiera)           | Husqvarna | CR 250   |                    |                      |                                     |
| 1965 | Viktor Arbekov     | Unione Sovietica (bandiera) | CZ        |          |                    |                      |                                     |
| 1964 | Joël Robert        | Belgio (bandiera)           | CZ        |          |                    |                      | Prima vittoria di un motore 2 tempi |
| 1963 | Torsten Hallman    | Svezia (bandiera)           | Husqvarna | CR 250   |                    |                      |                                     |
| 1962 | Torsten Hallman    | Svezia (bandiera)           | Husqvarna | CR 250   |                    |                      |                                     |

### MX2 ex 125cc
| Anno | Nome               | Paese                    | Marca     | Modello  | Titolo Costruttori | Paese               | Note |
| ---- | ------------------ | ------------------------ | --------- | -------- | ------------------ | ------------------- | ---- |
| 2024 | Kay de Wolf        | Paesi Bassi (bandiera)   | Husqvarna | FC 250   | Husqvarna          | Svezia (bandiera)   |      |
| 2023 | Andrea Adamo       | Italia (bandiera)        | KTM       | SX-F 250 | Yamaha             | Giappone (bandiera) |      |
| 2022 | Tom Vialle         | Francia (bandiera)       | KTM       | SX-F 250 | KTM                | Austria (bandiera)  |      |
| 2021 | Maxime Renaux      | Francia (bandiera)       | Yamaha    | YZ-F 250 | Yamaha             | Giappone (bandiera) |      |
| 2020 | Tom Vialle         | Francia (bandiera)       | KTM       | SX-F 250 | KTM                | Austria (bandiera)  |      |
| 2019 | Jorge Prado Garcia | Spagna (bandiera)        | KTM       | SX-F 250 | KTM                | Austria (bandiera)  |      |
| 2018 | Jorge Prado Garcia | Spagna (bandiera)        | KTM       | SX-F 250 | KTM                | Austria (bandiera)  |      |
| 2017 | Pauls Jonass       | Lettonia (bandiera)      | KTM       | SX-F 250 | KTM                | Austria (bandiera)  |      |
| 2016 | Jeffrey Herlings   | Paesi Bassi (bandiera)   | KTM       | SX-F 250 | KTM                | Austria (bandiera)  |      |
| 2015 | Tim Gajser         | Slovenia (bandiera)      | Honda     | CR-F 250 | KTM                | Austria (bandiera)  |      |
| 2014 | Jordi Tixier       | Francia (bandiera)       | KTM       | SX-F 250 | KTM                | Austria (bandiera)  |      |
| 2013 | Jeffrey Herlings   | Paesi Bassi (bandiera)   | KTM       | SX-F 250 | KTM                | Austria (bandiera)  |      |
| 2012 | Jeffrey Herlings   | Paesi Bassi (bandiera)   | KTM       | SX-F 250 | KTM                | Austria (bandiera)  |      |
| 2011 | Ken Roczen         | Germania (bandiera)      | KTM       | SX-F 250 | KTM                | Austria (bandiera)  |      |
| 2010 | Marvin Musquin     | Francia (bandiera)       | KTM       | SX-F 250 | KTM                | Austria (bandiera)  |      |
| 2009 | Marvin Musquin     | Francia (bandiera)       | KTM       | SX-F 250 | KTM                | Austria (bandiera)  |      |
| 2008 | Tyla Rattray       | Sudafrica (bandiera)     | KTM       | SX-F 250 | KTM                | Austria (bandiera)  |      |
| 2007 | Antonio Cairoli    | Italia (bandiera)        | Yamaha    | YZ-F 250 | Yamaha             | Giappone (bandiera) |      |
| 2006 | Christophe Pourcel | Francia (bandiera)       | Kawasaki  | KX-F 250 | KTM                | Austria (bandiera)  |      |
| 2005 | Antonio Cairoli    | Italia (bandiera)        | Yamaha    | YZ-F 250 | Yamaha             | Giappone (bandiera) |      |
| 2004 | Ben Townley        | Nuova Zelanda (bandiera) | KTM       | 250 SX-F | KTM                | Austria (bandiera)  |      |
| 2003 | Steve Ramon        | Belgio (bandiera)        | KTM       | 125 MX   | Yamaha             | Giappone (bandiera) |      |
| 2002 | Mickael Maschio    | Francia (bandiera)       | Kawasaki  | KX 125   | KTM                | Austria (bandiera)  |      |
| 2001 | James Dobb         | Regno Unito (bandiera)   | KTM       | 125 MX   | KTM                | Austria (bandiera)  |      |
| 2000 | Grant Langston     | Sudafrica (bandiera)     | KTM       | 125 MX   | KTM                | Austria (bandiera)  |      |
| 1999 | Alessio Chiodi     | Italia (bandiera)        | Husqvarna | CR 125   | Husqvarna          | Svezia (bandiera)   |      |
| 1998 | Alessio Chiodi     | Italia (bandiera)        | Husqvarna | CR 125   | Husqvarna          | Svezia (bandiera)   |      |
| 1997 | Alessio Chiodi     | Italia (bandiera)        | Yamaha    | YZ 125   | Yamaha             | Giappone (bandiera) |      |
| 1996 | Sébastien Tortelli | Francia (bandiera)       | Kawasaki  | KX 125   | Kawasaki           | Giappone (bandiera) |      |
| 1995 | Alessandro Puzar   | Italia (bandiera)        | Honda     | CR 125   | Yamaha             | Giappone (bandiera) |      |
| 1994 | Bob Moore          | Stati Uniti (bandiera)   | Yamaha    | YZ 125   | Yamaha             | Giappone (bandiera) |      |
| 1993 | Pedro Tragter      | Paesi Bassi (bandiera)   | Suzuki    | RM 125   | Suzuki             | Giappone (bandiera) |      |
| 1992 | Greg Albertyn      | Sudafrica (bandiera)     | Honda     | CR 125   | Honda              | Giappone (bandiera) |      |
| 1991 | Stefan Everts      | Belgio (bandiera)        | Suzuki    | RM 125   | Suzuki             | Giappone (bandiera) |      |
| 1990 | Donnie Schmit      | Stati Uniti (bandiera)   | Suzuki    | RM 125   | Suzuki             | Giappone (bandiera) |      |
| 1989 | Trampas Parker     | Stati Uniti (bandiera)   | KTM       | 125 MX   | KTM                | Austria (bandiera)  |      |
| 1988 | Jean Michel Bayle  | Francia (bandiera)       | Honda     | CR 125   | Honda              | Giappone (bandiera) |      |
| 1987 | John Van Den Berk  | Paesi Bassi (bandiera)   | Yamaha    | YZ 125   | Cagiva             | Italia (bandiera)   |      |
| 1986 | Dave Strijbos      | Paesi Bassi (bandiera)   | Cagiva    | WMX 125  | Cagiva             | Italia (bandiera)   |      |
| 1985 | Pekka Vehkonen     | Finlandia (bandiera)     | Cagiva    | WMX 125  | Cagiva             | Italia (bandiera)   |      |
| 1984 | Michele Rinaldi    | Italia (bandiera)        | Suzuki    | RM 125   | Suzuki             | Giappone (bandiera) |      |
| 1983 | Eric Geboers       | Belgio (bandiera)        | Suzuki    | RM 125   | Suzuki             | Giappone (bandiera) |      |
| 1982 | Eric Geboers       | Belgio (bandiera)        | Suzuki    | RM 125   | Suzuki             | Giappone (bandiera) |      |
| 1981 | Harry Everts       | Belgio (bandiera)        | Suzuki    | RM 125   | Suzuki             | Giappone (bandiera) |      |
| 1980 | Harry Everts       | Belgio (bandiera)        | Suzuki    | RM 125   | Suzuki             | Giappone (bandiera) |      |
| 1979 | Harry Everts       | Belgio (bandiera)        | Suzuki    | RM 125   | Suzuki             | Giappone (bandiera) |      |
| 1978 | Akira Watanabe     | Giappone (bandiera)      | Suzuki    | RM 125   | Suzuki             | Giappone (bandiera) |      |
| 1977 | Gaston Rahier      | Belgio (bandiera)        | Suzuki    | RM 125   | Suzuki             | Giappone (bandiera) |      |
| 1976 | Gaston Rahier      | Belgio (bandiera)        | Suzuki    | RM 125   | Suzuki             | Giappone (bandiera) |      |
| 1975 | Gaston Rahier      | Belgio (bandiera)        | Suzuki    | RM 125   | Suzuki             | Giappone (bandiera) |      |

### MX3/Open ex 500cc
| Anno | Nome             | Paese                    | Marca             | Modello  | Titolo Costruttori | Paese               | Note |
| ---- | ---------------- | ------------------------ | ----------------- | -------- | ------------------ | ------------------- | ---- |
| 2013 | Klemen Gerčar    | Slovenia (bandiera)      | Honda             |          | KTM                | Austria (bandiera)  |      |
| 2012 | Matthias Walkner | Austria (bandiera)       | KTM               | SX-F 450 | KTM                | Austria (bandiera)  |      |
| 2011 | Julien Bill      | Svizzera (bandiera)      | Honda             | CRF 450  | Honda              | Giappone (bandiera) |      |
| 2010 | Carlos Campano   | Spagna (bandiera)        | Yamaha            | YZ-F 505 | Yamaha             | Giappone (bandiera) |      |
| 2009 | Pierre Renet     | Francia (bandiera)       | Suzuki            | RM-Z 450 | Honda              | Giappone (bandiera) |      |
| 2008 | Sven Breugelmans | Belgio (bandiera)        | KTM               | SX-F 505 | Husqvarna          | Svezia (bandiera)   |      |
| 2007 | Yves Demaria     | Francia (bandiera)       | Yamaha            | YZ-F 477 | Yamaha             | Giappone (bandiera) |      |
| 2006 | Yves Demaria     | Francia (bandiera)       | KTM               | 540 SX-F | Honda              | Giappone (bandiera) |      |
| 2005 | Sven Breugelmans | Belgio (bandiera)        | KTM               | 540 SX-F | KTM                | Austria (bandiera)  |      |
| 2004 | Yves Demaria     | Francia (bandiera)       | KTM               | 540 SX-F | Honda              | Giappone (bandiera) |      |
| 2003 | Joël Smets       | Belgio (bandiera)        | KTM               |          | KTM                | Austria (bandiera)  |      |
| 2002 | Stefan Everts    | Belgio (bandiera)        | Yamaha            |          | KTM                | Austria (bandiera)  |      |
| 2001 | Stefan Everts    | Belgio (bandiera)        | Yamaha            |          | Yamaha             | Giappone (bandiera) |      |
| 2000 | Joël Smets       | Belgio (bandiera)        | KTM               |          | KTM                | Austria (bandiera)  |      |
| 1999 | Andrea Bartolini | Italia (bandiera)        | Yamaha            | YZ-F 400 | Yamaha             | Giappone (bandiera) |      |
| 1998 | Joël Smets       | Belgio (bandiera)        | Husaberg          |          | Husaberg           | Svezia (bandiera)   |      |
| 1997 | Joël Smets       | Belgio (bandiera)        | Husaberg          |          | KTM                | Austria (bandiera)  |      |
| 1996 | Shayne King      | Nuova Zelanda (bandiera) | KTM               |          | KTM                | Austria (bandiera)  |      |
| 1995 | Joël Smets       | Belgio (bandiera)        | Husaberg          |          | Husaberg           | Svezia (bandiera)   |      |
| 1994 | Marcus Hansson   | Svezia (bandiera)        | Honda             |          | Honda              | Giappone (bandiera) |      |
| 1993 | Jacky Martens    | Belgio (bandiera)        | Husqvarna         |          | Honda              | Giappone (bandiera) |      |
| 1992 | Georges Jobé     | Belgio (bandiera)        | Honda             |          | Honda              | Giappone (bandiera) |      |
| 1991 | Georges Jobé     | Belgio (bandiera)        | Honda             |          | Honda              | Giappone (bandiera) |      |
| 1990 | Eric Geboers     | Belgio (bandiera)        | Honda             |          | Honda              | Giappone (bandiera) |      |
| 1989 | Dave Thorpe      | Regno Unito (bandiera)   | Honda             |          | Honda              | Giappone (bandiera) |      |
| 1988 | Eric Geboers     | Belgio (bandiera)        | Honda             |          | Honda              | Giappone (bandiera) |      |
| 1987 | Georges Jobé     | Belgio (bandiera)        | Honda             |          | Honda              | Giappone (bandiera) |      |
| 1986 | Dave Thorpe      | Regno Unito (bandiera)   | Honda             |          | Honda              | Giappone (bandiera) |      |
| 1985 | Dave Thorpe      | Regno Unito (bandiera)   | Honda             |          | Honda              | Giappone (bandiera) |      |
| 1984 | André Malherbe   | Belgio (bandiera)        | Honda             |          | Honda              | Giappone (bandiera) |      |
| 1983 | Håkan Carlqvist  | Svezia (bandiera)        | Yamaha            |          | Honda              | Giappone (bandiera) |      |
| 1982 | Brad Lackey      | Stati Uniti (bandiera)   | Suzuki            |          | Suzuki             | Giappone (bandiera) |      |
| 1981 | André Malherbe   | Belgio (bandiera)        | Honda             |          | Honda              | Giappone (bandiera) |      |
| 1980 | André Malherbe   | Belgio (bandiera)        | Honda             |          | Honda              | Giappone (bandiera) |      |
| 1979 | Graham Noyce     | Regno Unito (bandiera)   | Honda             |          | Honda              | Giappone (bandiera) |      |
| 1978 | Heikki Mikkola   | Finlandia (bandiera)     | Yamaha            |          | Yamaha             | Giappone (bandiera) |      |
| 1977 | Heikki Mikkola   | Finlandia (bandiera)     | Yamaha            |          | Suzuki             | Giappone (bandiera) |      |
| 1976 | Roger De Coster  | Belgio (bandiera)        | Suzuki            | RM 370   | Suzuki             | Giappone (bandiera) |      |
| 1975 | Roger De Coster  | Belgio (bandiera)        | Suzuki            | RM 370   | Suzuki             | Giappone (bandiera) |      |
| 1974 | Heikki Mikkola   | Finlandia (bandiera)     | Husqvarna         |          | Husqvarna          | Svezia (bandiera)   |      |
| 1973 | Roger De Coster  | Belgio (bandiera)        | Suzuki            |          | Maico              | Germania (bandiera) |      |
| 1972 | Roger De Coster  | Belgio (bandiera)        | Suzuki            |          | Suzuki             | Giappone (bandiera) |      |
| 1971 | Roger De Coster  | Belgio (bandiera)        | Suzuki            |          | Suzuki             | Giappone (bandiera) |      |
| 1970 | Bengt Aberg      | Svezia (bandiera)        | Husqvarna         |          | Husqvarna          | Svezia (bandiera)   |      |
| 1969 | Bengt Aberg      | Svezia (bandiera)        | Husqvarna         |          | Husqvarna          | Svezia (bandiera)   |      |
| 1968 | Paul Friedrichs  | Germania (bandiera)      | CZ                |          |                    |                     |      |
| 1967 | Paul Friedrichs  | Germania (bandiera)      | CZ                |          |                    |                     |      |
| 1966 | Paul Friedrichs  | Germania (bandiera)      | CZ                |          |                    |                     |      |
| 1965 | Jeff Smith       | Regno Unito (bandiera)   | BSA               |          |                    |                     |      |
| 1964 | Jeff Smith       | Regno Unito (bandiera)   | BSA               |          |                    |                     |      |
| 1963 | Rolf Tibblin     | Svezia (bandiera)        | Husqvarna-Hedlund |          |                    |                     |      |
| 1962 | Rolf Tibblin     | Svezia (bandiera)        | Husqvarna         |          |                    |                     |      |
| 1961 | Sven Lundin      | Svezia (bandiera)        | Lito              |          |                    |                     |      |
| 1960 | Bill Nillson     | Svezia (bandiera)        | Husqvarna         |          |                    |                     |      |
| 1959 | Sven Lundin      | Svezia (bandiera)        | Monark            |          |                    |                     |      |
| 1958 | Renè Baeten      | Belgio (bandiera)        | FN                |          |                    |                     |      |
| 1957 | Bill Nillson     | Svezia (bandiera)        | AJS               |          |                    |                     |      |

### WMX (Donne)
| Anno | Nome             | Paese                    | Marca    | Modello  | Titolo Costruttori | Paese               | Note                         |
| ---- | ---------------- | ------------------------ | -------- | -------- | ------------------ | ------------------- | ---------------------------- |
| 2024 | Lotte van Drunen | Paesi Bassi (bandiera)   | Yamaha   | YZ-F 250 | Yamaha             | Giappone (bandiera) |                              |
| 2023 | Courtney Duncan  | Nuova Zelanda (bandiera) | Kawasaki | KX-F 250 | Kawasaki           | Giappone (bandiera) |                              |
| 2022 | Nancy Van De Ven | Paesi Bassi (bandiera)   | Yamaha   | YZ-F 250 | Yamaha             | Giappone (bandiera) |                              |
| 2021 | Courtney Duncan  | Nuova Zelanda (bandiera) | Kawasaki | KX-F 250 | Kawasaki           | Giappone (bandiera) |                              |
| 2020 | Courtney Duncan  | Nuova Zelanda (bandiera) | Kawasaki | KX-F 250 | Yamaha             | Giappone (bandiera) |                              |
| 2019 | Courtney Duncan  | Nuova Zelanda (bandiera) | Kawasaki | KX-F 250 | Kawasaki           | Giappone (bandiera) |                              |
| 2018 | Kiara Fontanesi  | Italia (bandiera)        | Yamaha   | YZ-F 250 | Yamaha             | Giappone (bandiera) |                              |
| 2017 | Kiara Fontanesi  | Italia (bandiera)        | Yamaha   | YZ-F 250 | Yamaha             | Giappone (bandiera) |                              |
| 2016 | Livia Lancelot   | Francia (bandiera)       | Kawasaki | KX-F 250 | Yamaha             | Giappone (bandiera) |                              |
| 2015 | Kiara Fontanesi  | Italia (bandiera)        | Yamaha   | YZ-F 250 | Yamaha             | Giappone (bandiera) |                              |
| 2014 | Kiara Fontanesi  | Italia (bandiera)        | Yamaha   | YZ-F 250 | Yamaha             | Giappone (bandiera) |                              |
| 2013 | Kiara Fontanesi  | Italia (bandiera)        | Yamaha   | YZ-F 250 | Yamaha             | Giappone (bandiera) |                              |
| 2012 | Kiara Fontanesi  | Italia (bandiera)        | Yamaha   | YZ-F 250 | Yamaha             | Giappone (bandiera) |                              |
| 2011 | Stephanie Laier  | Germania (bandiera)      | KTM      | SX-F 250 | KTM                | Austria (bandiera)  |                              |
| 2010 | Stephanie Laier  | Germania (bandiera)      | KTM      | SX-F 250 | KTM                | Austria (bandiera)  |                              |
| 2009 | Stephanie Laier  | Germania (bandiera)      | KTM      | SX-F 250 | KTM                | Austria (bandiera)  |                              |
| 2008 | Livia Lancelot   | Francia (bandiera)       | Kawasaki | KX-F 250 | Kawasaki           | Giappone (bandiera) | Diventa Campionato del Mondo |
| 2007 | Katherine Prumm  | Nuova Zelanda (bandiera) | Kawasaki | KX-F 250 | Kawasaki           | Giappone (bandiera) |                              |
| 2006 | Katherine Prumm  | Nuova Zelanda (bandiera) | Kawasaki | KX-F 250 | Kawasaki           | Giappone (bandiera) |                              |
| 2005 | Stephanie Laier  | Germania (bandiera)      | KTM      | SX-F 250 | KTM                | Austria (bandiera)  | Valenza di Coppa del Mondo   |

## Piloti più iridati
| Pilota             | Titoli                            |
| ------------------ | --------------------------------- |
| Stefan Everts      | 10 (6 in MX1, 3 in 250, 1 in 125) |
| Antonio Cairoli    | 9 (2 in MXGP, 5 in MX1, 2 in MX2) |
| Joël Robert        | 6 (6 in 250)                      |
| Roger De Coster    | 5 (5 in 500)                      |
| Joël Smets         | 5 (4 in 500, 1 in 650)            |
| Eric Geboers       | 5 (2 in 500, 1 in 250, 2 in 125)  |
| Georges Jobé       | 5 (3 in 500, 2 in 250)            |
| Jeffrey Herlings   | 5 (2 in MXGP, 3 in MX2)           |
| Tim Gajser         | 5 (4 in MXGP, 1 in MX2)           |
| Heikki Mikkola     | 4 (3 in 500, 1 in 250)            |
| Torsten Hallman    | 4 (4 in 250)                      |
| Harry Everts       | 4 (1 in 250, 3 in 125)            |
| Jorge Prado        | 4 (2 in MXGP, 2 in MX2)           |
| André Malherbe     | 3 (3 in 500)                      |
| David Thorpe       | 3 (3 in 500)                      |
| Paul Friedrichs    | 3 (3 in 500)                      |
| Guennady Moisseev  | 3 (3 in 250)                      |
| Greg Albertyn      | 3 (2 in 250, 1 in 125)            |
| Gaston Rahier      | 3 (3 in 125)                      |
| Alessio Chiodi     | 3 (3 in 125)                      |
| Yves Demaria       | 3 (3 in MX3)                      |
| Bengt Aberg        | 2 (2 in 500)                      |
| Jean-Michel Bayle  | 2 (1 in 250, 1 in 125)            |
| John Van den Berk  | 2 (1 in 250, 1 in 125)            |
| Frédéric Bolley    | 2 (2 in 250)                      |
| Sven Breugelmans   | 2 (2 in MX3)                      |
| Håkan Carlqvist    | 2 (1 in 500, 1 in 250)            |
| Heinz Kinigadner   | 2 (2 in 250)                      |
| Sten Lundin        | 2 (2 in 500)                      |
| Marvin Musquin     | 2 (2 in MX2)                      |
| Bill Nilsson       | 2 (2 in 500)                      |
| Trampas Parker     | 2 (1 in 250, 1 in 125)            |
| Mickaël Pichon     | 2 (2 in 250)                      |
| Alessandro Puzar   | 2 (1 in 250, 1 in 125)            |
| Steve Ramon        | 2 (1 in MX1, 1 in 125)            |
| Donny Schmit       | 2 (1 in 250, 1 in 125)            |
| Jeff Smith         | 2 (2 in 500)                      |
| Rolf Tibblin       | 2 (2 in 500)                      |
| Sébastien Tortelli | 2 (1 in 250, 1 in 125)            |
| Tom Vialle         | 2 (2 in MX2)                      |

### WMX (Donne)
| Pilota           | Titoli |
| ---------------- | ------ |
| Kiara Fontanesi  | 6      |
| Courtney Duncan  | 4      |
| Stephanie Laier  | 3      |
| Livia Lancelot   | 2      |
| Nancy Van de Ven | 1      |

## Nazioni più titolate
| Paese            | 500cc / MX3 | 250cc / MX1 | 125cc / MX2 | Donne | Totale |
| ---------------- | ----------- | ----------- | ----------- | ----- | ------ |
| Belgio           | 24          | 18          | 10          | 0     | 52     |
| Italia           | 1           | 9           | 8           | 6     | 24     |
| Francia          | 4           | 8           | 10          | 2     | 24     |
| Svezia           | 10          | 6           | 0           | 0     | 16     |
| Regno Unito      | 6           | 1           | 1           | 0     | 8      |
| Paesi Bassi      | 0           | 2           | 6           | 0     | 8      |
| Stati Uniti      | 1           | 3           | 3           | 0     | 7      |
| Nuova Zelanda    | 1           | 0           | 1           | 4     | 6      |
| Finlandia        | 3           | 1           | 1           | 0     | 5      |
| Sudafrica        | 0           | 2           | 3           | 0     | 5      |
| Slovenia         | 1           | 3           | 1           | 0     | 5      |
| Germania         | 0           | 0           | 1           | 3     | 4      |
| Unione Sovietica | 0           | 4           | 0           | 0     | 4      |
| Spagna           | 1           | 1           | 2           | 0     | 4      |
| Germania Est     | 3           | 0           | 0           | 0     | 3      |
| Austria          | 1           | 2           | 0           | 0     | 3      |
| Svizzera         | 1           | 0           | 0           | 0     | 1      |
| Giappone         | 0           | 0           | 1           | 0     | 1      |
| Lettonia         | 0           | 0           | 1           | 0     | 1      |